# Samuel Prusinovský z Víckova
Samuel Prusinovský z Víckova († 1316), též Samuel Prusínovský z Víčkova řečený Smil (Smělý), řidčeji Emil z Víčkova, byl 16. proboštem litoměřické kapituly sv. Štěpána v letech 1301–1316.

## Život
Pocházel ze starobylého moravského rytířského rodu Prusinovských z Víckova, jehož většina členů se věnovala vojenské službě.
Zbylí členové rodu byli většinou duchovní nebo úředníci. Stal se litoměřickým proboštem patrně již v roce 1301 po smrti probošta Konráda a litoměřické proboštství řídil až do roku 1316. Pro svou činnost na obranu proboštství dostal přízvisko Smil – Smělý. Pouze některé zdroje uvádějí, že rezignoval na funkci probošta v roce 1312, jiné říkají, že byl proboštem až do smrti. Důvodem této rezignace byl počínající spor jeho dvou nástupců ve funkci probošta. Zároveň byl kanovníkem v Olomouci. Zemřel údajně roku 1316 v Olomouci a byl pohřben v tamní katedrále. Podle autora Rohna se stal arcijáhenem olomoucké kapituly.